# Neoserica batoeana
Neoserica batoeana är en skalbaggsart som beskrevs av Moser 1916. Neoserica batoeana ingår i släktet Neoserica och familjen Melolonthidae. Inga underarter finns listade i Catalogue of Life.